# 提康德羅加堡戰役 (1759年)
提康德羅加堡戰（Battle of Ticonderoga），	指法國-印第安人戰爭期間，1759年7月26日及27日一場輕微的戰術對抗，地點在鐘琴砲台（Fort Carillon，後改稱 Fort Ticonderoga，即提康德羅加砲台）。杰弗里‧阿默斯特將軍（General Sir Jeffrey Amherst）指揮，英國軍事武力11000多人，移動火砲到高地，俯瞰砲台。準將弗朗索瓦-夏爾·德·布拉馬克指揮，撤防400個法國人守衛砲台。